# عبد السلام القدوائي الندوي
عبد السلام القدوائي الندوي (1325 - 1399 ه‍ـ / 1907 - 1979 م) هو عالم مسلم، من أهل الهند.
ولد بقرية بشهراوان، رائ بريلي، أترابراديش. عمل استاذا في ندوة العلماء. توفي بعد أن صام تسعة وعشرين يوما من رمضان.
من آثاره: «عربي زبان کے دس سبق» (عشرة دروس للغة العربية) و «هماري بادشاهي» (موجز تاريخ الإسلام) ، كلاهما بالأردية.